# Município de Wayne (condado de Belmont, Ohio)
O município de Wayne (em inglês: Wayne Township) é um município localizado no condado de Belmont no estado estadounidense de Ohio. No ano de 2010 tinha uma população de 709 habitantes e uma densidade populacional de 7,69 pessoas por km².

## Geografia
O município de Wayne encontra-se localizado nas coordenadas 39° 54′ 14″ N, 81° 04′ 20″ O. Segundo a Departamento do Censo dos Estados Unidos, o município tem uma superfície total de 92.18 km², da qual 91,22 km² correspondem a terra firme e (1,05 %) 0,97 km² é água.

## Demografia
Segundo o censo de 2010, tinha 709 pessoas residindo no município de Wayne. A densidade populacional era de 7,69 hab./km². Dos 709 habitantes, o município de Wayne estava composto pelo 97,88 % brancos, o 0,42 % eram afroamericanos, o 0,28 % eram amerindios e o 1,41 % eram de uma mistura de raças. Do total da população o 0 % eram hispanos ou latinos de qualquer raça.